# Rusk (Texas)
Rusk è una località degli Stati Uniti d'America, capoluogo della contea di Cherokee, nello Stato del Texas.

## Geografia fisica
Rusk è situata a 31°47′54″N 95°09′00″W.
Secondo lo United States Census Bureau, ha un'area totale di 6,8 miglia quadrate (18 km²), di cui 6,8 miglia quadrate (18 km²) di terreno e 0,04 miglia quadrate (0,10 km²) (0.29%) d'acqua.
Rusk è situata circa 150 km a nord di Houston, 125 miglia a sud est di Dallas, 40 miglia a sud di Tyler, 40 km a nord di Lufkin e 30 miglia a est di Palestine.

## Società

### Evoluzione demografica
Secondo il censimento del 2010 c'erano 5.551 persone, 1.306 nuclei familiari, e 867 famiglie residenti nella città. La densità di popolazione era di 745,4 persone per miglio quadrato (287,9/km²). C'erano 1.539 unità abitative a una densità media di 225,6 per miglio quadrato (87,1/km²). La composizione etnica della città era formata dal 62,71% di bianchi, il 30,01% di afroamericani, lo 0,18% di nativi americani, lo 0,96% di asiatici, il 5,15% di altre razze, e lo 0,98% di due o più etnie. Ispanici o latinos di qualunque razza erano il 6,92% della popolazione.
C'erano 1.306 nuclei familiari di cui il 32,3% avevano figli di età inferiore ai 18 anni, il 45,6% erano coppie sposate conviventi, il 17,5% aveva un capofamiglia femmina senza marito, e il 33,6% erano non-famiglie. Il 30,9% di tutti i nuclei familiari erano individuali e il 16,0% aveva componenti con un'età di 65 anni o più che vivevano da soli. Il numero di componenti medio di un nucleo familiare era di 2,44 e quello di una famiglia era di 3,05.
La popolazione era composta dal il 17,3% di persone sotto i 18 anni, l'8,9% di persone dai 18 ai 24 anni, il 39,3% di persone dai 25 ai 44 anni, il 20,6% di persone dai 45 ai 64 anni, e il 13,9% di persone di 65 anni o più. L'età media era di 38 anni. Per ogni 100 femmine c'erano 154,6 maschi. Per ogni 100 femmine dai 18 anni in giù, c'erano 168,4 maschi.
Il reddito medio di un nucleo familiare era di 27.370 dollari, e quello di una famiglia era di 33.952 dollari. I maschi avevano un reddito medio pro capite di 24.271 dollari contro i 22.438 dollari delle femmine. Il reddito medio pro capite era di 11.688 dollari. Circa il 16,2% delle famiglie e il 21,5% della popolazione erano sotto la soglia di povertà, incluso il 29,4% di persone sotto i 18 anni e il 21,0% di persone di 65 anni o più.